# Закарпатська обласна універсальна наукова бібліотека імені Ф. Потушняка
Закарпатська обласна універсальна наукова бібліотека імені Ф. Потушняка — головна наукова бібліотека Закарпатської області, розташована в місті Ужгород.

## Історія
Бібліотека створена у вересні 1945 року як обласна бібліотека для дорослих. 1980 року отримала статус обласної універсальної наукової бібліотеки.
З січня 2003 року в бібліотеці відкрито Інтернет-центр, створений за сприяння Посольства США в Україні в рамках проекту LEAP «Інтернет для читачів публічних бібліотек». З червня 2004 року в бібліотеці діє також інформаційний центр «Вікно в Америку», створений за грантом, наданим Посольством США в Україні. Створено електронну базу даних «Рідкісна книга». Розпочато формування фонду на електронних носіях інформації та створення електронного каталогу. Наразі електронний онлайн-каталог має 170 тис. описів.

## Фонди
Фонди бібліотеки становлять близько півмільйона примірників видань на 18 мовах світу. Бібліотека має фонд рідкісних та цінних видань ХІХ-ХХ століть, серед яких прижиттєві видання видатних діячів культури та мистецтва, енциклопедії, словники. Частина з них увійшла до Державного реєстру національного культурного надбання України. Бібліотека має сектор угорської літератури, що обслуговує угорськомовне населення Ужгорода та Закарпатської області.

## Практична інформація
Бібліотека працює за таким графіком:
- Понеділок — п'ятниця з 9.00 до 19.00
- Неділя з 10.00 до 17.00
- Субота — вихідний день
- Останній вівторок кожного місяця — санітарний день